# 1 Dywizja Grenadierów

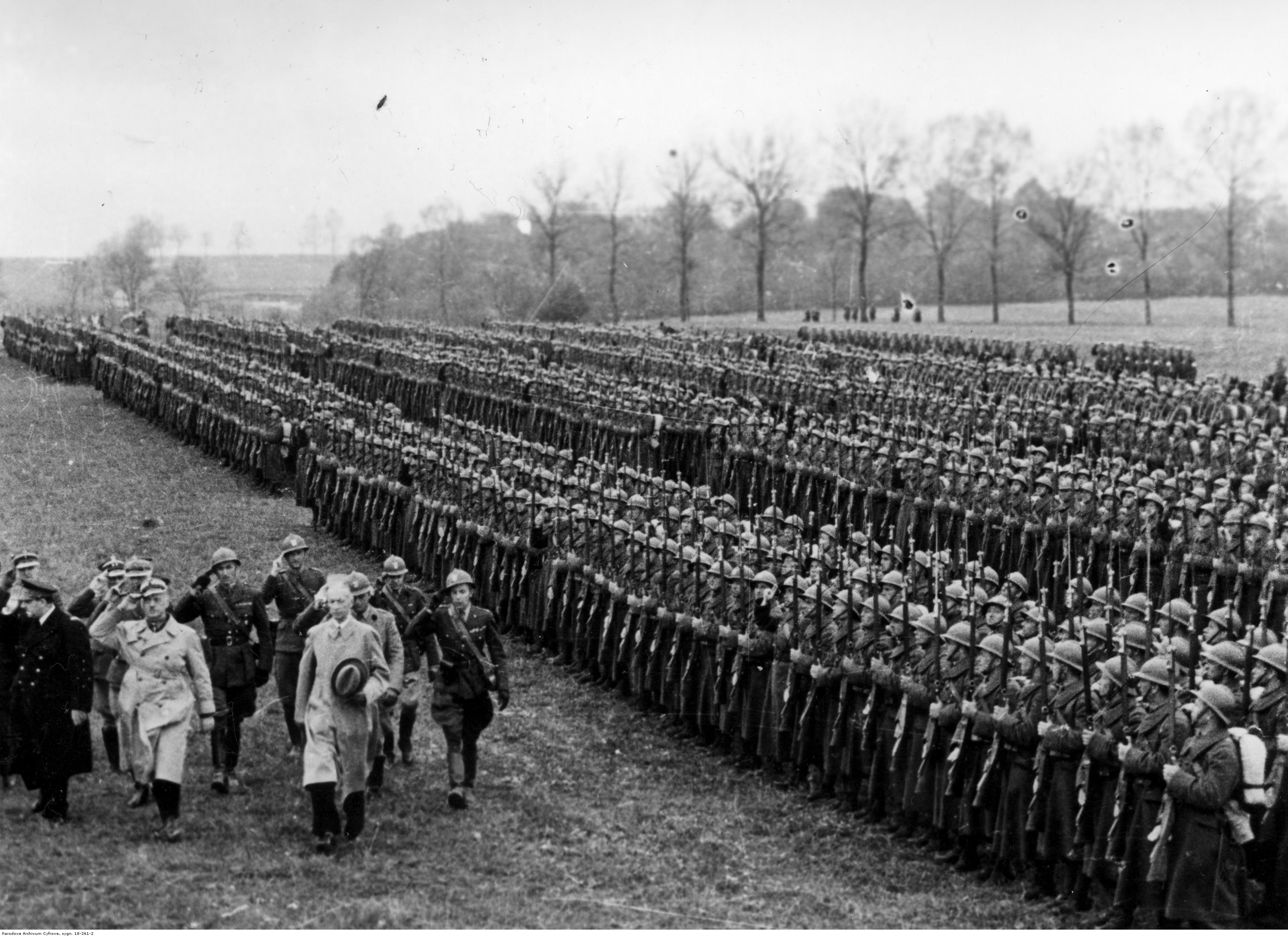
1 DGren. - przegląd pododdziałów

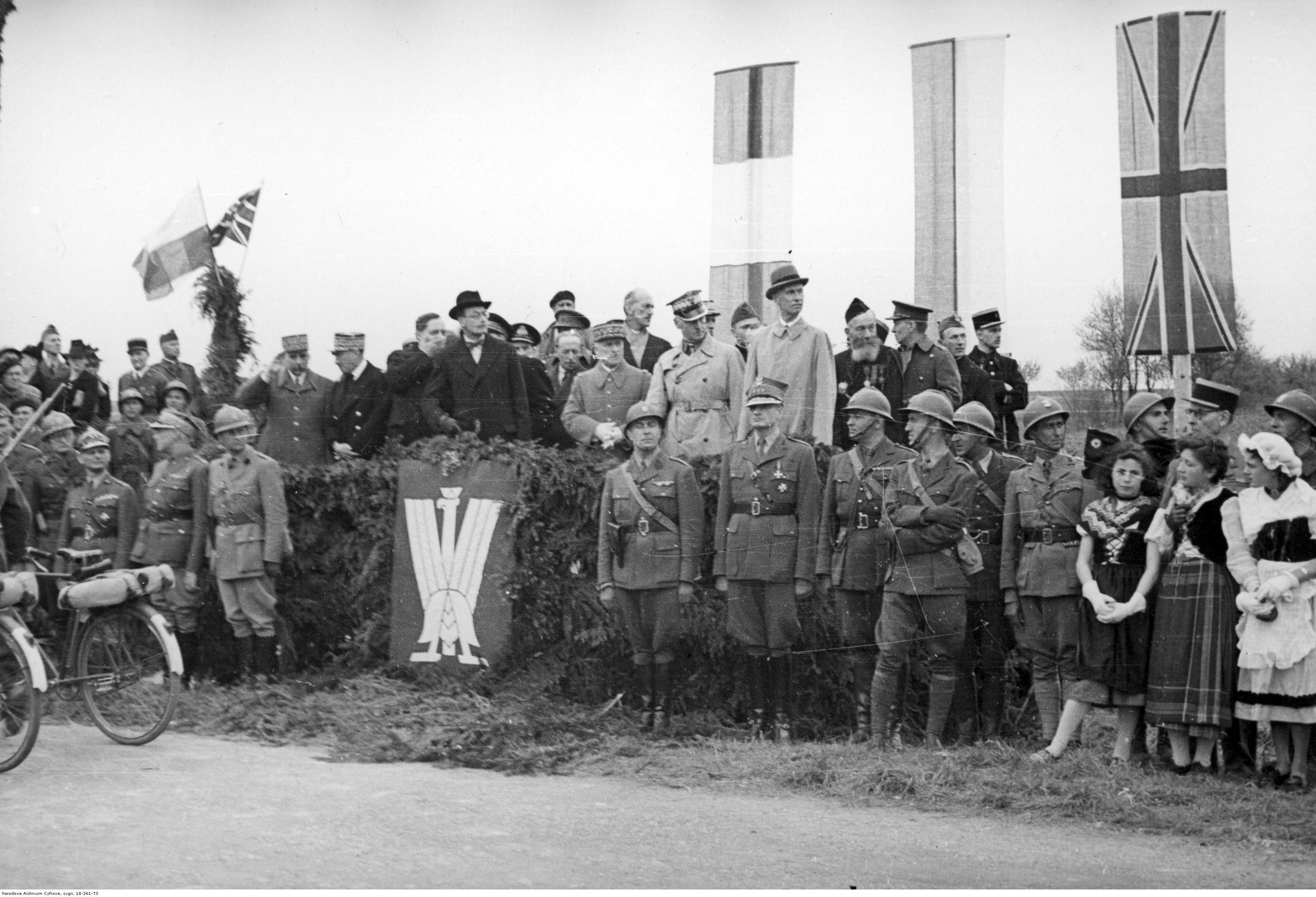
1 Dywizja Grenadierów WP we Francji - uroczystości 3 Maja 1940, trybuna, goście

1 Dywizja Grenadierów (fr. 1ère Division des Grenadiers) – dywizja piechoty Wojska Polskiego we Francji, w latach 1939–1940.

## Powstanie i organizacja
Dywizja była pierwszą wielką jednostką Wojska Polskiego sformowaną we Francji. Jej formowanie rozpoczęto już w połowie września 1939 roku w obozie ćwiczebnym w Camp de Coëtquidan. Wtedy to w uzgodnieniu z rządem francuskim ogłoszono pobór polskich obywateli mieszkających we Francji oraz zaciąg ochotniczy wśród emigracji pochodzenia polskiego.
13 listopada 1939 Naczelny Wódz gen. Władysław Sikorski wydał formalny rozkaz o sformowaniu 1 Dywizji Piechoty. Na dowódcę dywizji gen. Sikorski wyznaczył płk. Stanisława Maczka, ówczesnego dowódcę oddziałów polskich w Coëtquidan, mianując go jednocześnie generałem brygady. W styczniu 1940 dowódcą 1 Dywizji został płk dypl. Bronisław Duch (od 3 maja 1940 roku – generał brygady), który był faktycznym organizatorem dywizji.
Zawiązki stanowili oficerowie z rezerwowych ośrodków szkolenia i szeregowi z oddziałów polskich zgrupowanych w Coetquidan uzupełniani napływającymi żołnierzami z poboru i ewakuacji.
Umundurowanie żołnierzy pochodziło z okresu I wojny światowej i było w kolorze błękitnym. Nie odpowiadało ono wymogom ówczesnego pola walki. Brakowało sprzętu i uzbrojenia. W połowie lutego dywizja przekazała trzy najlepiej wyszkolone bataliony wraz ze sprzętem do tworzącej się brygady podhalańskiej.
W drugiej połowie kwietnia 1940 przetransportowano dywizję do strefy przyfrontowej w okolice Colombey-les-Belles w Lotaryngii. Tu w przyspieszonym tempie pobierano sprzęt i szkolono się. Prace organizacyjne wyraźnie utrudniała nieprzychylna postawa ludności cywilnej. Żołnierze złożyli przysięgę 25 maja 1940.
W czerwcu 1940 1 Dywizja Grenadierów osiągnęła stan 16 165 ludzi i stała się pełnowartościową jednostką bojową.

## Obsada personalna Kwatery Głównej

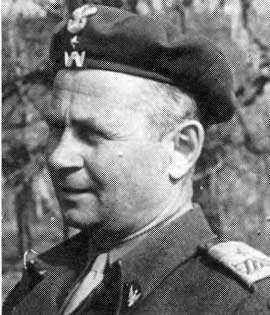
Bronisław Duch

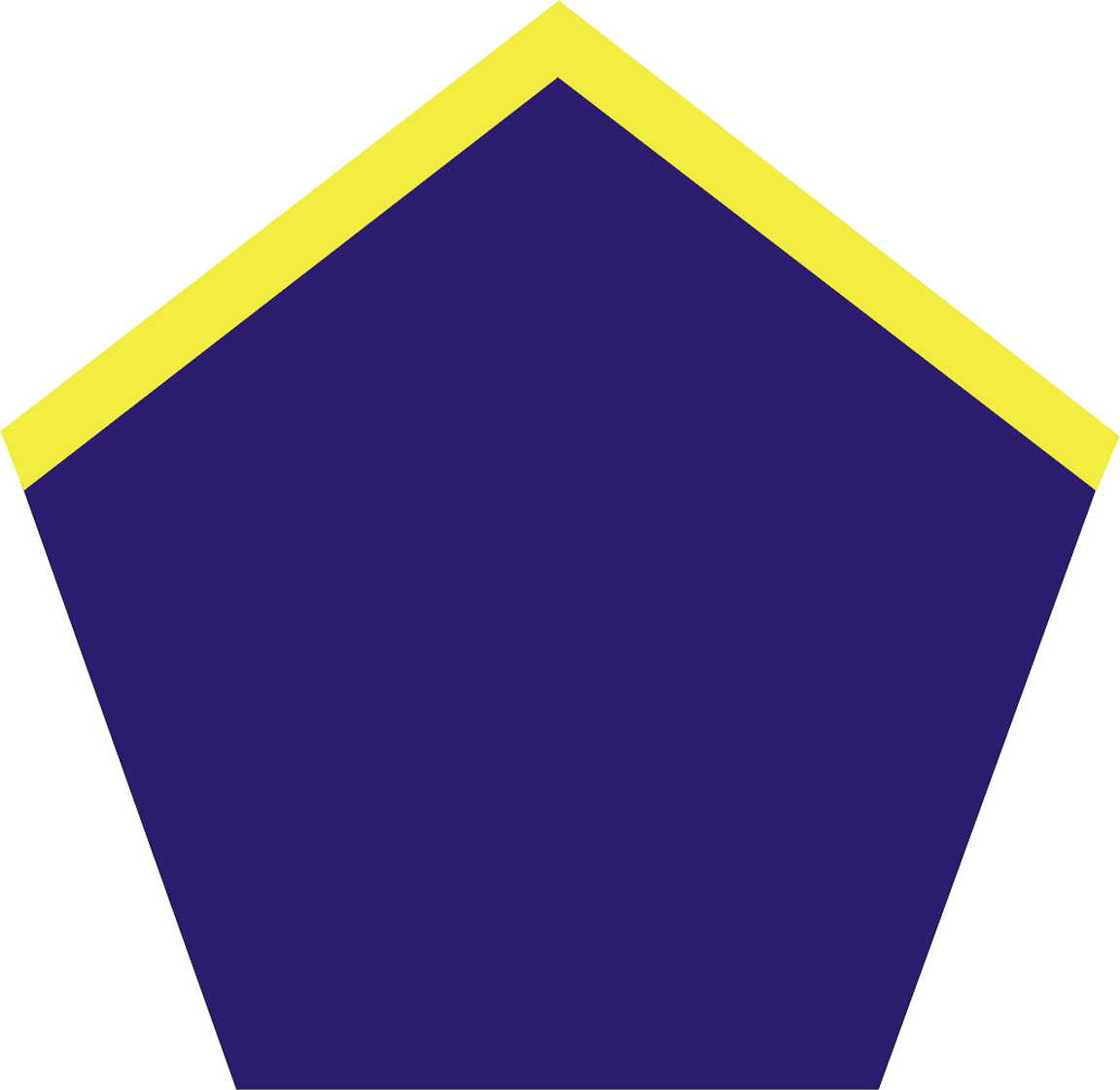
patka na kurtkę oficerską

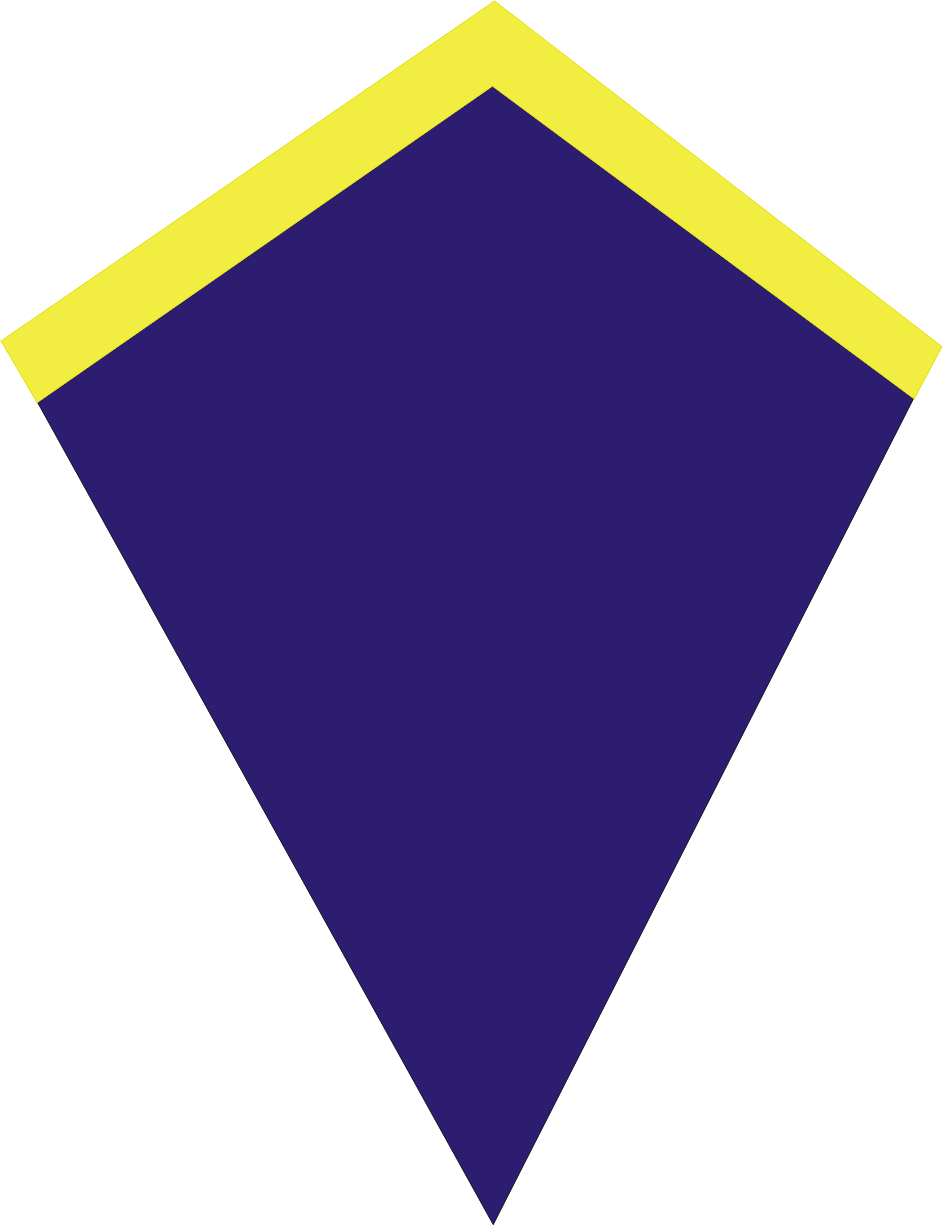
patka na kurtkę szeregowca

Obsada personalna Kwatery Głównej
- dowódca dywizji – gen. bryg. Bolesław Bronisław Duch
- dowódca piechoty dywizyjnej – płk dypl. Zygmunt Grabowski
- oficer sztabu – mjr dypl. piech. Jan Franciszek Wawrzkiewicz
- oficer sztabu – kpt. dypl. piech. Mieczysław Józef Czupryna
- oficer sztabu – kpt. łącz. Tadeusz Justyn Szulc
- dowódca artylerii dywizyjnej – gen. bryg. Rudolf Niemira
- oficer sztabu - ppłk dypl. art. Zdzisław Grzymirski
- dowódca saperów – ppłk sap. Teodor Leon Zaniewski
- dowódca taborów – mjr kaw. Stanisław Bartlitz
- szef sztabu – ppłk dypl. Józef Skrzydlewski
- szef Oddziału I – kpt. dypl. piech. Kazimierz Konrad Czechowski
- szef Oddziału II – kpt. dypl. pil. Roman Czerniawski
- szef Oddziału III – mjr dypl. piech. Witold Bronisław Sujkowski
- szef Oddziału IV – mjr dypl. art. Olgierd Dunin-Borkowski
- szef służby intendentury – mjr int. z wsw Kazimierz Józef Kuźniarski
- szef służby zdrowia – mjr lek. dr Ludwik Krzewiński
- szef służby weterynaryjnej – mjr lek. wet. dr Stefan Włodzimierz Kejdana
- komendant kwatery głównej – mjr Tadeusz Müller

## Struktura organizacyjna
Dywizja była formowana według etatów francuskich.
- Kwatera Główna 1 Dywizji Grenadierów
- 1 pułk grenadierów Warszawy
- 2 pułk grenadierów wielkopolskich im. Bolesława Chrobrego
- 3 pułk grenadierów śląskich
- 1 oddział rozpoznawczy im. Księcia Józefa Poniatowskiego
- 1 Wileński pułk artylerii lekkiej im. gen. Bema
- 1 Pomorski pułk artylerii ciężkiej
- 1 Modliński batalion saperów im. Tadeusza Kościuszki
- 1 Gdański batalion łączności
- dywizyjna kompania pionierów
- dywizyjne zgrupowanie przeciwpancerne
- dywizyjna kompania samochodowa
- dywizyjny park artylerii i pionierów
- park saperów
- dywizyjna grupa sanitarna
- sąd polowy
- poczta polowa
- dywizyjna czołówka kulturalno-oświatowa (świetlicowa)

Dywizja liczyła:
- oficerów – 580
- podoficerów – 2600
- szeregowych – ok. 13 000

Sprzęt to:
- 12 000 karabinów
- 336 ręcznych karabinów maszynowych
- 176 ciężkich karabinów maszynowych
- 27 moździerzy kal. 60 mm
- 24 moździerze kal. 81 mm
- 54 działa przeciwpancerne kal. 25 mm
- 8 dział przeciwpancernych kal. 47 mm
- 36 armat kal. 75 mm
- 24 haubice kal. 155 mm.
- 560 samochodów
- 1600 wozów i biedek

## Działania bojowe
Pod koniec kwietnia 1940 roku dywizja została skierowana w rejon Colombey-les-Belles w Lotaryngii, a następnie w połowie maja Lunéville. W dniu 18 maja 1940 roku weszła w skład XX korpusu armii francuskiej – składającego się z francuskiej 52 Dywizji Piechoty i grupy fortecznej Sarry, który znajdował się w rejonie Sarry – jednego z odcinków linii Maginota. Początkowo poszczególne oddziały dywizji zostały rozdzielone pomiędzy jednostki francuskie. Dopiero w dniu 14 czerwca 1940 roku, gdy Niemcy uderzyli na wojska francuskie – dywizja wystąpiła jako całość, broniąc środkowego odcinka XX Korpusu. W dniu 15 czerwca 1940 roku dywizja cały dzień broniła zajmowanego odcinka obrony, lecz z uwagi na wycofanie się francuskiej 52 Dywizji Piechoty, w nocy wycofała się w rejon Dieuze.
Broniła się tam w dniu 16 czerwca, a jej artyleria (1 pal) razem z artylerią francuską (I/17 pal) powstrzymują natarcie II batalionu 499 niemieckiego pułku piechoty, zadając mu poważne straty (zginął między innymi dowódca tego batalionu, major Hutterer). W nocy dywizja wycofała się na linię kanału Marna – Ren, gdzie zajęła pozycje obronne pod Lagarde. Broni tam pozycji przez następne dwa dni, lecz wobec rozbicia francuskiej 52 Dywizji Piechoty i wycofania się grupy fortecznej Sarry, wycofuje się w rejon lasów pod Baccarat. Zajmuje tam pozycje obronne w rejonie miejscowości Merviller. W dniu 19 czerwca 1940 roku XX Korpus zostaje okrążony a wraz z nim 1 Dywizja Grenadierów. W tym dniu 1 Dywizja Grenadierów zajmuje swoją ostatnią pozycję obronną w rejonie Raon-l’Étape. W dniu 21 czerwca 1940 roku gen. bryg. Bronisław Duch wobec niemożności prowadzenia dalszych walk oraz podjęciu rozmów w sprawie zawieszenia broni z Niemcami podjął decyzję o rozwiązaniu dywizji i przedzieraniu się żołnierzy na południe Francji lub do Szwajcarii. Tego dnia dywizja przestała istnieć. Części żołnierzy udało się dostać do Wielkiej Brytanii, w tym dowódcy dywizji gen. bryg. Bronisławowi Duchowi.
Straty 1 Dywizji Grenadierów w toku prowadzonych działań w trakcie kampanii francuskiej wyniosły około 5200 żołnierzy.
| Położenie Dywizji 16 czerwca | Położenie Dywizji 17 czerwca | Położenie Dywizji 18 czerwca | Położenie Dywizji 19 i 20 czerwca |

## Symbole dywizji
Odznaka pamiątkowa
2 lipca 1943 roku Naczelny Wódz WP rozkazem nr 3 zatwierdził odznakę pamiątkową 1 Dywizji Grenadierów, którą otrzymali wszyscy żołnierze dywizji.
Odznaka o wymiarach 52 x 26 mm wykonana w mosiądzu i białym metalu, srebrzona, lekko oksydowana na kolor starego srebra, jednoczęściowa. Posiada kształt tarczy, na której wsparty jest stylizowany orzeł polski, stanowiący tło krzyża lotaryń-skiego, nawiązującego do miejsca powstania jednostki. Na obwodzie tarczy umieszczono napis będący dewizą jednostki: „Bóg-Honor-Ojczyzna”. W dolnej części tarczy „płonący granat” - znak grenadierów, na nim inicjały dywizji „D1G”. Mocowana nakrętką firmową na lewej górnej kieszeni munduru. Autor projektu: ppor. Marian Walentynowicz. Wykonawca: Zakład Kirkwood and Son - Edinburgh.
Barwy dywizji
- granatowa patka z żółtą wypustką

## Pamięć o dywizji
Po wojnie na terenie Wielkiej Brytanii działał Związek Grenadierów – organizacja kombatantów 1 Dywizji Grenadierów.
W 1970, w trzydziestą rocznicę walk 1 Dywizji Grenadierów pod Lagarde, został odsłonięty pomnik poświęcony żołnierzom dywizji poległym w walkach na terenie Lotaryngii.
W 1989 odsłonięto w Białymstoku (przy ul. M. Curie-Składowska 7/9) pomnik poświęcony „Polskim Siłom Zbrojnym na Zachodzie 1939–1945”, na którym umieszczono epitafium upamiętniające 1. Dywizję Grenadierów.